# Amfiteatar u El Džemu
Amfiteatar u El Džemu iz 3. veka je najveći rimski amfiteatar u Africi koji je mogao da primi oko 60,000 posetilaca. Nalazi se u El Džemu (antički Thysdrus), malom poljoprivrednom naselju, 60 km južno od Suse. On je jedna od najkompleksnijih rimskih građevina, a rađen je po uzoru na Koloseum u Rimu. Samo postojanje ovako raskošne građevine u udaljenoj provinciji s malo stanovnika svedoči o veličini i snazi Rima.
Thysdrus je naročito bio uspešan za vreme vladavine cara Hadrijana (117.-138.) kada je postao središte proizvodnje maslinovog ulja. Izgradnja amfiteatra je otpočela 238. godine za vreme cara Gordijana I. koji je ovde proglašen rimskim carem. No, zbog političkih sukoba i izostanka finansijske podrške iz Rima, on nikada nije dovršen. Kasnije je služio kao utvrdjenje i bio je poslednji bastion Berbera protiv arapskih osvajača. Dok je bio arapska citadela dva puta je bio napadnut topovima, poslednji put u 17. veku kada se stanovništvo sakrilo od osmanske vojske koja je zid raznela topovima, a kamenje je poslužilo za izgradnju drugih građevina u gradu.
No, pored toga, amfiteatar u El Džemu je dobro sačuvan uz minimalne prepravke i poslednji je spomenik ovog tipa iz rimskih vremena. On ima eliptični oblik, dimenzija 138 x 114 metara (arena ima veličinu 64,5 x 38,8 metara), oko arene gde se nalazilo 35,000 sedećih mesta, i izgrađen je od velikih kamenih blokova koji su doneti s udaljenosti od 50 km jer je okolno kamenje bilo premekano za obradu. Izvorno je imao četiri sprata i izgrađen je u potpunosti na ravnom terenu, za razliku od tadašnjeg običaja iskorišćavanja padina brda kako bi se uštedelo na materijalu. Zbog toga je morao biti sastavljen od složene mreže lučnih svodova, poput Koloseuma. Ispod njega prolaze dva prolaza u kojima su životinje, zatvorenici i gladijatori čuvani pre nastupa u krvavoj areni.